# Alexandre Debain
Alexandre-François Debain (1809 - 1877) was een Franse harmoniumbouwer.

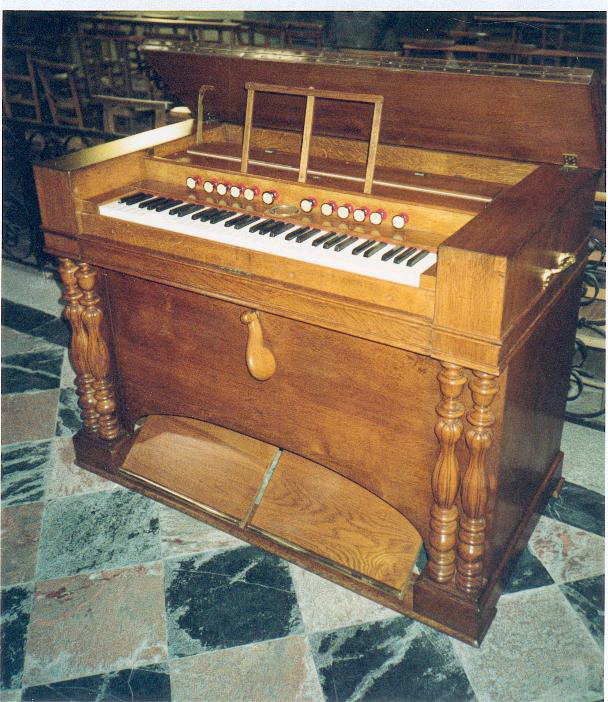
Harmonium gebouwd door Debain

Aan het begin van de negentiende eeuw ontstond er een nieuwe groep muziekinstrumenten, waarvan we vandaag nog de accordeon, het harmonium en de mondharmonica kennen.
In 1840 bracht de Debain een instrument op de markt met de naam ‘Harmonium’. Weinig mensen hebben toen kunnen vermoeden dat dit instrument binnen een halve eeuw zo populair zou worden. Het harmonium werd in de daaropvolgende eeuw in een zeer groot aantal uitvoeringen bij honderdduizenden gefabriceerd en alom in de wereld bespeeld.
Wat Aristide Cavaillé-Coll voor het orgel betekende, was Debain voor het harmonium.